# The Big Road
The Big Road (大路S, DàlùP), conosciuto anche con il titolo The Highway, è un film cinese del 1934 diretto da Sun Yu e interpretato da Jin Yan e Li Lili. Film muto ma con musica ed effetti sonori aggiunti in post-produzione. Il film racconta la storia di un gruppo di lavoratori  addetti alla costruzione di una strada militare, da utilizzare nella guerra contro i Giapponesi.
The Big Road contiene brevi scene di nudo  di un gruppo di uomini al bagno in un fiume, mentre vengono osservati da due donne, la scena descritta fu considerata molto "estrema" per il tempo.
Il film fu inserito al trentesimo posto tra i migliori film cinesi di sempre agli Hong Kong Film Awards del 2004.

## Trama
Sei allegri ragazzi lavorano sodo, durante la seconda guerra sino-giapponese, alla costruzione di una strada che consentirà all'esercito cinese di inviare uomini e logistica in prima linea contro i giapponesi. Il rappresentante Hu, un hanjian, tenta inizialmente di corromperli, ma più tardi li rinchiude in una cella quando si rifiutano di fermare il cantiere. Due ragazze di una locanda vicina, le quali erano amiche dei sei, cercano di salvarli, ma nel frattempo uno di loro morirà. Gli operai terminano la strada in tempo, ma finiscono per sacrificare la propria vita venendo fucilati dai giapponesi, mentre è in corso  un bombardamento aereo.